# Дуда (Харгита)
Дуда (рум. Duda) насеље је у Румунији у округу Харгита у општини Субчетате. Oпштина се налази на надморској висини од 791 m.

## Становништво
Према подацима из 2002. године у насељу је живело 44 становника, од којих су сви румунске националности.